# 鷲江義勝
鷲江 義勝（わしえ よしかつ、1960年 - ）は、日本の政治学者。同志社大学教授。法学修士（同志社大学、1987年）。岡山県岡山市出身。
専門は国際統合論、欧州の地域研究。

## 略歴
- 1983年　同志社大学法学部政治学科卒業
- 1987年　同志社大学大学院法学研究科政治学専攻博士前期課程修了
- 1990年　同志社大学大学院法学研究科政治学専攻博士後期課程中退

## 著作
- 『リスボン条約による欧州統合の新展開』 （共著、ミネルヴァ書房、2009年）